# ماهيش جوشي
ماهيش جوشي (بالهندية: महेश जोशी)‏ (بالإنجليزية: Mahesh Joshi)‏ هو سياسي هندي، ولد في 14 سبتمبر 1954 في جايبور في الهند. حزبياً، نشط في المؤتمر الوطني الهندي. وقد انتخب List of members of the 15th Lok Sabha ‏ عن دائرة Jaipur Lok Sabha constituency ‏ (2009 – 2014).